# برص تحت الحجر ستيودىنيري
برص تحت الحجر أو برص الرمال الجزائري (باللاتينية: Tropiocolotes steudneri) (بالإنجليزية: Algerian Sand Gecko)‏ أو (بالإنجليزية: Steudner's Dwarf Gecko)‏ ، هو نوع ينتمي إلى (فصيلة: Gekkonidae) .

## روابط خارجية
- زواحف المملكة العربية السعودية
- الزواحف والبرمائيات في مصر
- التنوع البيولوجي في مصر
- الحياة البرية في الإمارات
- التنوع الحيوي بالسلطنة
- دليل الحياة البرية في تونس
- متحف الزواحف في كلية علوم دمياط